# Charlotte Roche trifft …
Charlotte Roche trifft … war eine deutsche Interview-Fernsehserie mit Charlotte Roche.
Die Erstausstrahlung erfolgte am 20. Oktober 2003 auf ProSieben. Am 14. Dezember 2005 wurde eine Sonderfolge mit Robbie Williams ausgestrahlt, wobei das Interview bereits am 8. April 2003 während eines Zwischenstopps in Köln aufgezeichnet wurde.

## Inhalt und Konzept
Charlotte Roche traf in jeder Folge auf einen Prominenten, mit dem sie ein möglichst ungezwungenes Gespräch führten sollte.
Das Konzept der Sendung sah vor, dass die Interviews nicht in einem Studio, sondern an verschiedenen Orten geführt wurden. Die Gespräche fanden unter anderem während einer Autofahrt, im Backstage-Bereich einer Bühne oder im Wohnwagen am Rande eines Drehortes statt.
Die Prominenten erzählte dabei Geschichten aus ihrer Arbeit und aus ihrem Leben. Einen festen Themenrahmen gab es nicht. Die Gespräche werden von kurzen Einspielern zu den Prominenten unterbrochen.

## Episodenliste
| Nr. (ges.) | Nr. (St.) | Originaltitel              | Erstausstrahlung D | Zuschauer (D) |
| ---------- | --------- | -------------------------- | ------------------ | ------------- |
| 1          | 1         | Anke Engelke               | 20. Okt. 2003      | 1,12 Mio      |
| 2          | 2         | Quentin Tarantino: Teil 1  | 27. Okt. 2003      | 460 Tsd.      |
| 3          | 3         | Quentin Tarantino: Teil 2  | 3. Nov. 2003       |               |
| 4          | 4         | Die Ärzte                  | 10. Nov. 2003      |               |
| 5          | 5         | Kylie Minogue              | 17. Nov. 2003      |               |
| 6          | 6         | Dick Brave & the Backbeats | 2. Feb. 2004       |               |
| 7          | 7         | Hape Kerkeling             | 16. Feb. 2004      |               |
| 8          | 8         | Michael Mittermeier        | 16. Feb. 2004      |               |
| 9          | 9         | Anke Engelke zum 2. Mal    | 23. Feb. 2004      |               |
| 10         | 10        | Michael „Bully“ Herbig     | 7. März 2004       | 2,73 Mio      |
| 11         | 11        | Karl Dall                  | 9. Mai 2004        |               |
| 12         | 12        | Bastian Pastewka           | 17. Mai 2004       |               |
| 13         | 13        | Kai Pflaume                | 23. Mai 2004       |               |

## Rezeption
Während die erste Folge sehr hohe Einschaltquoten erreichte, lagen die Zuschauerzahlen der restlichen Folgen der Serie zum Teil deutlich unter dem Schnitt des Senders Pro Sieben.
Der Spiegel kritisierte nach der ersten Folge, dass die Erkenntnisse, die aus der Sendung gewonnen werden konnten, sich für ältere Zuschauer auf die Bedeutung von Begriffen der Jugendsprache beschränkten, die Inhalte darüber hinaus aber weitgehend irrelevant seien: „Der Zuschauer im biblischen Alter (29 aufwärts) konnte in dieser neuen Talkshow mit Moderatorin Charlotte Roche (sprich: Rrrotsch) und ihrem Gast, der Komikerin Anke Engelke, wenigstens sprachlich dazulernen. […] Während dieser Erkenntnisarbeit fiel übrigens in China ein Sack Reis um.“